# Stora Billingen
Stora Billingen är en mindre höjd (40 m) strax väster om Nya Varvet, i riktning mot Tångudden, i stadsdelen Älvsborg i västra Göteborg. Stora Billingen ligger söder om Lilla Billingen.
I berget under Stora Billingen insprängdes utrymmen för Nya Varvet, när militär verksamhet fortfarande bedrevs där. HSB köpte marken i mitten av 1990-talet, och 2004 tillstyrktes en detaljplan som innebar att 50 småhus med bostadsrätt skulle byggas på området. 2006 var alla överklaganden avslagna, och byggnationen påbörjades.